# Hussein Badreddin al-Huthi
Hussein Badreddin al-Huthi (arabisch حسين بدر الدين الحوثي, DMG Ḥusain Badr ad-Dīn al-Ḥūṯī; * 20. August 1959 im Gouvernement Saʿda; † 10. September 2004 ebenda) war ein jemenitischer religiöser, politischer und militärischer Führer der Zaiditen sowie ehemaliges Mitglied des Repräsentantenhaus des Jemen für die Partei al-Haqq zwischen 1993 und 1997. Er war Anführer im Huthi-Konflikt, der im Jahr 2004 begann. Nach seinem Tod nahm die von ihm initiierte Bewegung Ansar Allah seinen Namen an.

## Leben
Sein Vater Badreddin al-Huthi war ein prominenter Zaiditen-Kleriker, der nach dem späteren Tod seines Sohnes kurzzeitig die Kontrolle über die Huthi-Bewegung übernahm. Einem Schüler von al-Huthi zufolge lebte er einen Teil seines Lebens mit seiner Familie, darunter sein Vater und sein jüngerer Bruder Abdul-Malik al-Huthi in der für Schiiten heiligen Stadt Ghom (Iran). Der Schüler behauptete auch, dass al-Huthi enge Beziehungen zu Ali Chamenei, dem Obersten Führer des Iran, und Hassan Nasrallah, dem Führer der Hisbollah, unterhielt.
al-Huthi war Mitglied der jemenitischen Zaidischen/Shafi'i-Partei al-Haqq (Die Wahrheit). Als die Partei die Aufteilung des Landes unterstützte, wurde sie zur Zielscheibe der Regierung, und er floh Berichten zufolge nach Syrien und dann in den Iran. Nach seiner Rückkehr in den Jemen brach er mit al-Haqq, um seine eigene Partei zu gründen, die Bewegung Shabab Al Mu'mineen (gläubige Jugend). Er soll auch die bewaffnete Gruppe Ansar Allah gegründet haben, welche kurz darauf in anti-amerikanische und anti-israelische Proteste gegen die Regierung verwickelt war, welche den Beginn eines neuen Bürgerkriegs markierten. Die Bewegung verfügt über bedeutende Unterstützung unter den Stämmen der Bergregionen des Nordjemens, wo der zaidische Zweig der Schia die dominante Religion ist.
Nach monatelangen Kämpfen zwischen den jemenitischen Sicherheitskräften und Ansar Allah gaben das jemenitische Innen- und Verteidigungsministerium am 10. September 2004 eine Erklärung heraus, in der bekannt gegeben wurde, dass er zusammen mit 20 seiner Anhänger im Gouvernorat Saada, getötet worden sei. Nach seiner Tötung führte Ansar Allah den Kampf unter seinem Namen fort (Huthi-Aufstand). Seine Brüder und sein Vater führten den Aufstand nach seinem Tod an.